# Hövsgöl Nuur
Het meer Hövsgöl Nuur (Mongools: Хөвсгөл Нуур) of Hövsgöl Dalaj (Mongools: Хөвсгөл Далай) is gelegen in de Ajmag Hövsgöl in het noorden van Mongolië. Het is het op een na grootste en diepste meer van het land.
Het meer bevat bijna 70% van de zoetwatervoorraad van Mongolië en circa 0,5% van de wereldwijde zoetwatervoorraad. Hövsgöl Nuur wordt gevoed door 69 kleine rivieren en heeft slechts één belangrijke uitloop, de Egiin Gol, de belangrijkste zijrivier van de grotere Selenga. Het water van het meer begint in november te bevriezen en ontdooit in mei. Het laatste ijs smelt gewoonlijk in juni. Het ijs kan een dikte van 1,4 m bereiken.
Omdat men in de wijde omtrek van het meer vaak te kampen heeft met droogte wordt Hövsgöl Nuur gezien als een heilig meer. De plaatselijke bevolking heeft daarom de visstand altijd met rust gelaten. Er komen vissoorten voor als de taimen (Hucho taimen), lenok (Brachymystax lenok), Mongoolse vlagzalm (Thymallus brevirostris) en de kwabaal (Lota lota). De natuur eromheen is ook goeddeels ongerept.
In 1992 werd Hövsgöl Nuur met een flink gebied eromheen tot nationaal park uitgeroepen. Het Nationaal Park Hövsgöl Nuur heeft een oppervlakte van 11.756 km².

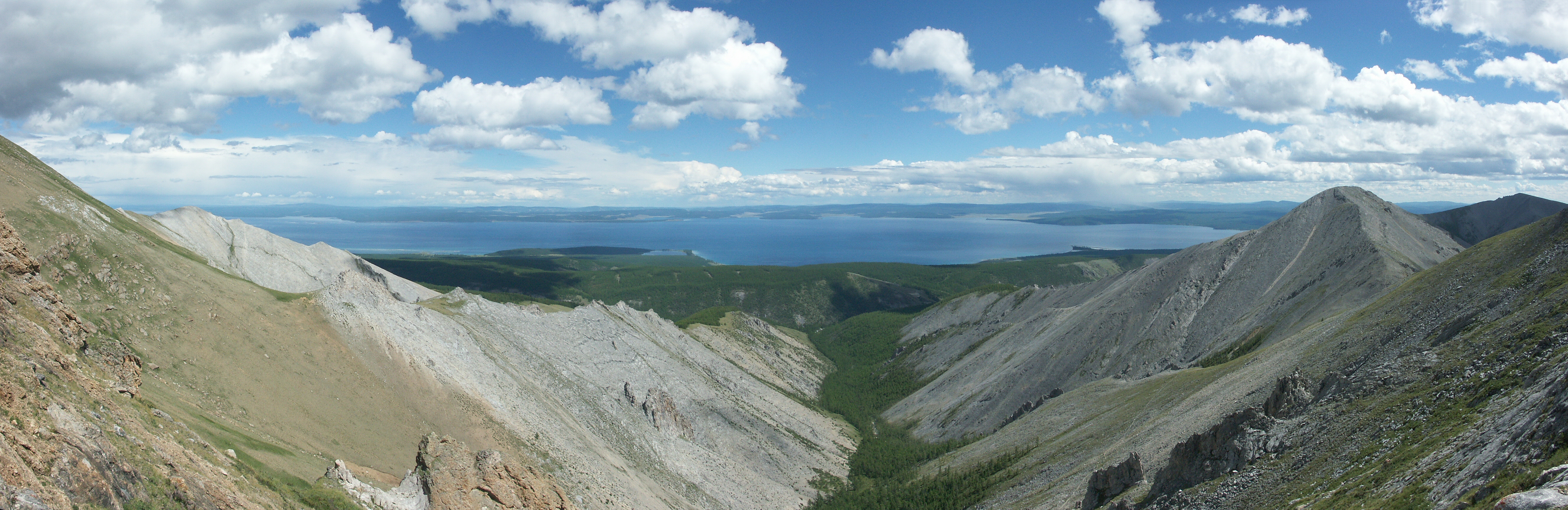
Panoramisch zicht op het meer